# Vincent Landais
Vincent Landais, né le 17 octobre 1991, est un copilote de rallye français. Associé à Pierre-Louis Loubet de 2015 à 2022, il s'engage avec Sébastien Ogier à partir de fin 2022.

## Carrière en rallye
Originaire de Jarville (Meurthe-et-Moselle) et ayant vécu à Nancy, Vincent Landais fait ses débuts comme copilote en 2010 en naviguant le pilote nancéien Hervé Montagne.
Il fait sa première apparition sur un rallye du championnat du monde en 2012 en disputant le rallye de France-Alsace au côté du pilote Laurent Gracial. Il navigue également Paul Reutter à partir de cette année, ainsi que Jonathan Fra en 2014 puis Quentin Giordano subséquemment.
En 2015, il décide de consacrer entièrement sa carrière au rallye, en intégrant l’équipe de son pilote Jonathan Hirschi. Le duo roule avec une Peugeot 208 T16 et s'engage notamment dans le championnat du monde des rallyes - 2 (WRC-2). En fin de saison, il s'associe à Pierre-Louis Loubet. La paire fait ses débuts lors du Tour de Corse 2015 dans le cadre du championnat du monde des rallyes junior.
À partir de l'année 2016, la paire Loubet-Landais prend part au WRC-2. Les trois premières saisons sont ponctuées d'arrivées régulières dans les points mais sans décrocher de podiums. La saison 2019 est meilleure, avec deux victoires obtenues au Portugal et en Sardaigne, ainsi que le titre de champion du monde, remporté à la suite de l'annulation de la dernière manche de la saison en Australie,.
En 2020, Loubet et Landais font leurs débuts en championnat du monde des rallyes (WRC) au sein de l'équipe 2C Compétition (en) et au volant d'une Hyundai i20 Coupe WRC. L'équipage prend part à 3 des 7 manches d'une saison bousculée par la pandémie de Covid-19, avec pour bilan deux abandons et une 7e place.
Pour la saison 2021, le duo évolue dans la même structure mais s'engage dorénavant pour une saison pleine après avoir réuni le budget adéquat. Néanmoins, à la suite des trois premières manches achevées hors des points, Landais est évincé et remplacé par Florian Haut-Labourdette en vue des rallyes suivants,.
En 2022, après avoir intégré l'équipe d'ouvreurs de Sébastien Ogier,, il est finalement de retour au côté de Pierre-Louis Loubet. Le duo s'engage avec M-Sport et commence sa saison lors du rallye de Croatie. Au cours de l'année, les deux hommes réalisent plusieurs bons résultats. En octobre, Sébastien Ogier annonce la fin de sa collaboration avec Benjamin Veillas, avec qui il était engagé depuis le début de la saison, et s'engage avec Landais pour le Rallye du Japon. Le binôme est performant mais sa progression est entravée par une crevaison, terminant au pied du podium. Fin novembre, Landais est confirmé comme copilote de Sébastien Ogier pour le programme partiel du pilote alpin en 2023.

## Résultats en rallye

### Résultats détaillés en championnat du monde des rallyes
| Saison | Equipe                   | Voiture                | Rallye | Rallye | Rallye | Rallye | Rallye | Rallye | Rallye | Rallye | Rallye | Rallye | Rallye | Rallye | Rallye | Rallye | Points | Classement final |  |
| ------ | ------------------------ | ---------------------- | ------ | ------ | ------ | ------ | ------ | ------ | ------ | ------ | ------ | ------ | ------ | ------ | ------ | ------ | ------ | ---------------- |  |
| 2012   |                          |                        | MON    | SWE    | MEX    | POR    | ARG    | GRE    | NZL    | FIN    | GER    | GBR    | FRA    | ITA    | ESP    |        | 0      | Non classé       |  |
| 2012   | Laurent Gracial          | Suzuki Swift Sport     | -      | -      | -      | -      | -      | -      | -      | -      | -      | -      | 40e    | -      | -      |        | 0      | Non classé       |  |
|        |                          |                        |        |        |        |        |        |        |        |        |        |        |        |        |        |        |        |                  |  |
| 2013   |                          |                        | MON    | SWE    | MEX    | POR    | ARG    | GRE    | ITA    | FIN    | GER    | AUS    | FRA    | ESP    | GBR    |        | 0      | Non classé       |  |
| 2013   | Laurent Gracial          | Renault Mégane RS      | -      | -      | -      | -      | -      | -      | -      | -      | -      | -      | Ab.    | -      | -      |        | 0      | Non classé       |  |
|        |                          |                        |        |        |        |        |        |        |        |        |        |        |        |        |        |        |        |                  |  |
| 2014   |                          |                        | MON    | SWE    | MEX    | POR    | ARG    | ITA    | POL    | FIN    | GER    | AUS    | FRA    | ESP    | GBR    |        | 0      | Non classé       |  |
| 2014   | HRT Rally Team           | Peugeot 208 T16        | -      | -      | -      | -      | -      | -      | -      | -      | -      | -      | 50e    | -      | -      |        | 0      | Non classé       |  |
|        |                          |                        |        |        |        |        |        |        |        |        |        |        |        |        |        |        |        |                  |  |
| 2015   |                          |                        | MON    | SWE    | MEX    | ARG    | POR    | ITA    | POL    | FIN    | GER    | AUS    | FRA    | ESP    | GBR    |        | 0      | Non classé       |  |
| 2015   | Jonathan Hirschi         | Peugeot 208 T16        | 28e    | -      | -      | -      | Ab.    | -      | Ab.    | -      | Ab.    | -      | -      | -      | -      |        | 0      | Non classé       |  |
| 2015   | Pierre-Louis Loubet      | Citroën DS3 R3T Max    | -      | -      | -      | -      | -      | -      | -      | -      | -      | -      | Ab.    | 32e    | 34e    |        | 0      | Non classé       |  |
|        |                          |                        |        |        |        |        |        |        |        |        |        |        |        |        |        |        |        |                  |  |
| 2016   |                          |                        | MON    | SWE    | MEX    | ARG    | POR    | ITA    | POL    | FIN    | GER    | CHI    | FRA    | ESP    | GBR    | AUS    | 0      | Non classé       |  |
| 2016   | Pierre-Louis Loubet      | Peugeot 207 S2000      | -      | -      | -      | -      | Ab.    | -      | -      | -      | -      | -      | -      | -      | -      | -      | 0      | Non classé       |  |
| 2016   | Pierre-Louis Loubet      | Citroën DS3 R5         | -      | -      | -      | -      | -      | 17e    | 18e    | Ab.    | 12e    | An.    | 25e    | 13e    | 41e    | -      | 0      | Non classé       |  |
|        |                          |                        |        |        |        |        |        |        |        |        |        |        |        |        |        |        |        |                  |  |
| 2017   |                          |                        | MON    | SWE    | MEX    | FRA    | ARG    | POR    | ITA    | POL    | FIN    | GER    | ESP    | GBR    | AUS    |        | 0      | Non classé       |  |
| 2017   | Pierre-Louis Loubet      | Citroën DS3 R5         | -      | Ab.    | -      | -      | -      | -      | -      | -      | -      | -      | -      | -      | -      |        | 0      | Non classé       |  |
| 2017   | Pierre-Louis Loubet      | Ford Fiesta R5         | -      | -      | -      | 15e    | -      | 25e    | 19e    | 21e    | 31e    | 14e    | 11e    | 20e    | -      |        | 0      | Non classé       |  |
|        |                          |                        |        |        |        |        |        |        |        |        |        |        |        |        |        |        |        |                  |  |
| 2018   |                          |                        | MON    | SWE    | MEX    | FRA    | ARG    | POR    | ITA    | FIN    | GER    | TUR    | GBR    | ESP    | AUS    |        | 0      | Non classé       |  |
| 2018   | BRC Racing Team          | Hyundai i20 R5         | -      | -      | -      | 23e    | -      | 11e    | Ab.    | 15e    | Ab.    | -      | Ab.    | 18e    | -      |        | 0      | Non classé       |  |
|        |                          |                        |        |        |        |        |        |        |        |        |        |        |        |        |        |        |        |                  |  |
| 2019   |                          |                        | MON    | SWE    | MEX    | FRA    | ARG    | CHI    | POR    | ITA    | FIN    | GER    | TUR    | GBR    | ESP    | AUS    | 2      | 22e              |  |
| 2019   | Pierre-Louis Loubet      | Škoda Fabia R5 (en)    | -      | -      | -      | 44e    | -      | -      | 9e     | 11e    | 14e    | -      | -      | -      | -      | -      | 2      | 22e              |  |
| 2019   | Pierre-Louis Loubet      | Ford Fiesta R5         | -      | -      | -      | -      | -      | -      | -      | -      | -      | -      | -      | 12e    | 17e    | An.    | 2      | 22e              |  |
|        |                          |                        |        |        |        |        |        |        |        |        |        |        |        |        |        |        |        |                  |  |
| 2020   |                          |                        | MON    | SWE    | MEX    | EST    | TUR    | ITA    | ITA    |        |        |        |        |        |        |        | 6      | 19e              |  |
| 2020   | Hyundai 2C Compétition   | Hyundai i20 Coupe WRC  | -      | -      | -      | Ab.    | Ab.    | 7e     | -      |        |        |        |        |        |        |        | 6      | 19e              |  |
|        |                          |                        |        |        |        |        |        |        |        |        |        |        |        |        |        |        |        |                  |  |
| 2021   |                          |                        | MON    | FIN    | CRO    | POR    | ITA    | KEN    | EST    | BEL    | GRE    | FIN    | ESP    | MZN    |        |        | 0      | Non classé       |  |
| 2021   | Hyundai World Rally Team | Hyundai i20 Coupe WRC  | 16e    | 39e    | 29e    | -      | -      | -      | -      | -      | -      | -      | -      | -      |        |        | 0      | Non classé       |  |
|        |                          |                        |        |        |        |        |        |        |        |        |        |        |        |        |        |        |        |                  |  |
| 2022   |                          |                        | MON    | SWE    | CRO    | POR    | ITA    | KEN    | EST    | FIN    | N/A    | GRE    | NZL    | ESP    | JPN    |        | 43     | 11e              |  |
| 2022   | M-Sport Ford WRT         | Ford Puma Rally1       | -      | -      | 47e    | 7e     | 4e     | -      | Ab.    | Ab.    | -      | 4e     | -      | 10e    | -      |        | 43     | 11e              |  |
| 2022   | Toyota Gazoo Racing WRT  | Toyota GR Yaris Rally1 | -      | -      | -      | -      | -      | -      | -      | -      | -      | -      | -      | -      | 4e     |        | 43     | 11e              |  |

*Saison en cours